# Fusimi Inari-nagyszentély

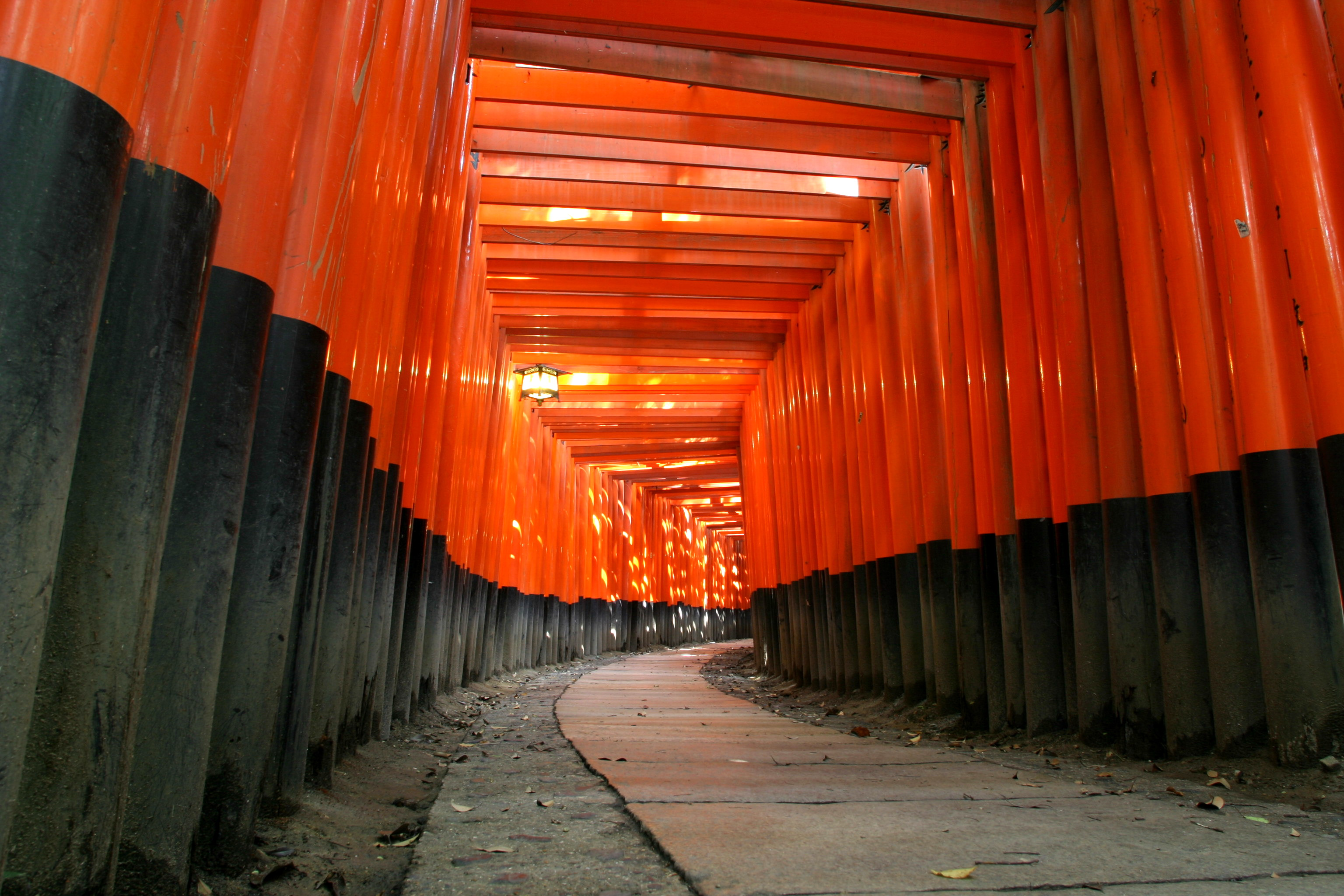

A Fusimi Inari-nagyszentély (伏見稲荷大社, Fusimi Inari taisa, Hepburn-átírással: Fushimi Inari taisha) az egyik legnagyobb sintó szentély a kiotói Inari-hegy lábánál. Imacsarnokához két út vezet, összesen körülbelül 10 000, cinóbervörösre festett torii vagyis szentélykapu alatt, mely utóbbiak páratlanul festői kontrasztot alkotnak a föléjük nyúló japán cédrusok zöldjével. Az országban több mint 30 000, Inarinak, a gabonaistennek ajánlott szentély van, a Fusimi Inarit ezek központjának tekintik. Eredetileg 711-ben épült, jelenlegi főépülete 15. század végi. Februárban, a 'ló első napján' (hacuuma) tömegével keresik fel a hívők. Hivatalos ünnepét az április 20-hoz közelebb eső vasárnaptól május 3-ig tartják.